# إريك شميت (متسابق يخت)
إريك شميت هو متسابق يخت برازيلي، ولد في 30 أبريل 1939.

## وصلات خارجية
- إريك شميت على موقع أوليمبيديا (الإنجليزية)